# Wrocieeś Sneogg, wiedziaam...
Wrocieeś Sneogg, wiedziaam... – debiutanckie opowiadanie fantastyczne Marka S. Huberatha. Zostało napisane w 1984, ale pierwsza publikacja miała miejsce w 1987.  Tekst zwyciężył w drugim konkursie miesięcznika „Fantastyka” z 1985. W formie książki po raz pierwszy pojawiło się w antologii Pożeracz szarości z 1991, która ukazała się pod redakcją Macieja Parowskiego. Głównym bohaterem opowiadania jest Snerg, który początkowo jest zamknięty wraz z grupą dziwnych kreatur w tajemniczym pokoju. Niektóre z nich nie są w stanie się ruszyć, inne nie słyszą, nie mają ręki lub mają inne deformacje. Po jakimś czasie okazuje się, że bohater zdał test na bycie człowiekiem i może dołączyć do społeczeństwa.

## Odbiór
W 2010 r. opowiadanie opublikowano w angielskim przekładzie w antologii A Polish Book of Monsters: Five Dark tales from Contemporary Poland)  w tłumaczeniu Michaela Kandela. Antologia doczekała się szeregu recenzji; w niektórych recenzenci wypowiedzieli się na temat tego opowiadania Huberatha. Wodzyński w „The Cosmopolitan Review” nazwał tę historię „inteligentną i piękną opowieścią [która] jest zdecydowanym punktem kulminacyjnym tej kolekcji” . Michael Little w „The Polish Review” opisał ją jako „jedyną ofertę czystej fantastyki naukowej” w tym tomie, a o fabule opowiadania napisał, że koncentruje się ona na „nieszczęsnym osobistym buncie, który podnosi pytania o konflikt między etyką jednostki i korporacji [oraz] wartością jednostki skontrastowaną z potrzebami społeczeństwa”. Zauważył, że konstrukcja świata jest nieco sztuczna i podporządkowana fabule, ale pytania autorów „wymagają rozważenia i odrzucają łatwe rozwiązania”. Michael Froggatt w „Slavonica” uznał historię Huberatha za najlepszą w antologii. Uznał ją za dystopię, która koncentruje się na intymnym opowiadaniu historii z punktu widzenia jej ofiar; pisząc również, że „monotonny horror otoczenia jest jedynie spotęgowany przez surową, jałową prozę jego opisu” Kirsten  Lodge pisząc w „The Slavic and East European Journal” uznała, że dzieło podejmuje „główne tematy odrębnych przestrzeni w zrujnowanym świecie, który zapomniał o przeszłości”. Rachel S. Cordasco w swojej książce o tłumaczeniach fantastyki napisała, że opowiadanie Huberatha „bada, co znaczy być człowiekiem”.

## Tłumaczenia
W 2010 opowiadanie zostało przetłumaczone przez Michaela Kandela na j. angielski ("Yoo Retoont, Sneogg. Ay Noo", w A Polish Book of Monsters: Five Dark tales from Contemporary Poland).